# Better Cotton

Textlogo Better Cotton

Better Cotton (BC, bis 2021 Better Cotton Initiative, dt. etwa Initiative für bessere Baumwolle) ist eine Multi-Stakeholder-Initiative mit dem Ziel, nachhaltigeren Anbau von Baumwolle zu fördern. Die Organisation mit Sitzen in Genf und London trägt den freiwilligen Nachhaltigkeitsstandard Better Cotton. In der Saison 2022/23 waren etwa 22 % an der Baumwoll-Weltproduktion Better Cotton.
Anders als Label wie Fair Trade, UTZ Certified oder dem Bio-Siegel zertifiziert BC keine Endprodukte. Nach Selbstdarstellung zielt sie darauf ab, die weltweite Baumwollproduktion insgesamt nachhaltiger zu machen, indem Baumwollfarmer in nachhaltiger Bewirtschaftung trainiert werden und gleichzeitig durch die baumwollverwertenden Mitglieder der Initiative Druck auf die Lieferkette ausgeübt wird, Baumwolle aus nachhaltiger Produktion zu verarbeiten. BC ist Mitglied der ISEAL Alliance.

## Geschichte

Ehemaliges Logo

Die Gründung erfolgte 2005 von einer Reihe an Unternehmen und Nichtregierungsorganisationen (NGOs). Gründungsmitglieder aus der Industrie waren adidas, Gap (inzwischen ausgeschieden), H&M und IKEA sowie die Nichtregierungsorganisationen ICCO, IFAP, IFC, Organic Exchange, Oxfam (inzwischen ausgeschieden), das Pesticide Action Network UK und der WWF. 2009 wurde der neu erarbeitete Standard erstmals angewandt. Seitdem sind neben weiteren Unternehmen und NGOs diverse Produzenten, Handelshäuser und Verarbeiter der Initiative beigetreten.

## Arbeitsweise
Die Arbeit von Better Cotton findet auf sechs Ebenen statt:
1. Definition von Produktionsstandards für „Better Cotton“
2. Unterstützung von Baumwollfarmern bei der Umsetzung
3. Regelmäßige Prüfung und Bewertung von landwirtschaftlichen Betrieben
4. Aufbau von Lieferketten für „Better Cotton“
5. Überwachung, Evaluation und Weiterentwicklung
6. Bereitstellung von Foren zur Weitergabe von Wissen und Best practices

## Anforderungen
Der Nachhaltigkeitsstandard konzentriert sich auf die Bereiche Pestizideinsatz, Wasserverbrauch, Bodenschutz, Produktqualität und Soziales. Ähnlich wie bei UTZ Certified setzt die Zertifizierung von Produkten als Better Cotton nicht voraus, dass alle Kriterien erfüllt sind, sondern neben der Sicherstellung bestimmter Mindeststandards lediglich kontinuierliche Verbesserung. Mindestabnahmepreise wie beim fairen Handel gibt es nicht.
Mehrere andere Gütesiegel für den Baumwollanbau werden von BC gleichwertig anerkannt:
| Standard                                         | Land/Region      | Zeitraum  |
| ------------------------------------------------ | ---------------- | --------- |
| my Best Management Practice (myBMP)              | Australien       | seit 2014 |
| Algodão Brasileiro Responsável (ABR)             | Brasilien        | seit 2014 |
| Agro-2                                           | Griechenland     | seit 2020 |
| Israel Cotton Production Standard System (ICPSS) | Israel           | seit 2020 |
| Cotton made in Africa (CmiA)                     | Subsahara-Afrika | 2013–2022 |

## Auswirkungen
Nach vorläufigen Feststellungen der Initiative verbrauchten die zertifizierten Farmer in Indien in der Saison 2011–2012 im Schnitt 20 % weniger Wasser pro Hektar und 40 % weniger Pestizide, während die Ernte gleichzeitig um 20 % und die Rentabilität um 50 % höher lag als bei Vergleichsfarmern.

### Marktanteile
In den Jahren 2022/23 wurden 5.466 Kilotonnen Baumwolle nach dem BC-Standard oder einem anerkannten Vergleichsstandard produziert. Das entsprach etwa 22 % der Weltproduktion. Davon wurden 1.885 kt (ca. 34 %) mit dem BC-Standard ausgezeichnet, der Rest nach den als gleichwertig anerkannten Nachhaltigkeitsstandards Algodão Brasileiro Responsável (2.636 kt), Cotton made in Africa (508 kt), myBMP (381 kt), Agro-2 (101 kt) und ICPSS (17 kt).

### Unethisches Handeln und Greenwashing
Laut der französischen Dokumentation Coton: l’envers de nos tee-shirts der Magazinreihe „Cash Investigation“ des Fernsehsenders France 2 aus dem Jahr 2017 (deutscher Titel: „Schmutzige Baumwolle – Sklaven der Textilindustrie“, 2019) sei BC effektiv nur ein Greenwashing-Label, das dazu führen könne, dass weniger rein biologische Baumwolle angebaut werde. Bauern, die vorher rein biologische Baumwolle ohne Zusatzstoffe und Pestizide und v. a. ohne genetisch manipulierte Samen anbauten, könnten dank der BC-Vergaberichtlinien jetzt die komplette Bandbreite an Pestiziden und gentechnisch veränderter Pflanzen verwenden. Ebenso werde nicht auf die Herkunft, sprich Ernte, und Verarbeitung Rücksicht genommen. Effektiv werde damit Kinder- und Zwangsarbeit in Kauf genommen, während die BC-zertifizierten Produkte aber als „grüne“, sprich „saubere“ Baumwolle verkauft werden.
Die britische Nichtregierungsorganisation Earthsight veröffentlichte 2024 Recherchen zum Baumwollanbau in den brasilianischen Cerrados. Die Agrarunternehmen SLC Agrícola und Grupo Horita betrieben dort Landgrabbing und zerstörten das Ökosystem in großem Stil. Die untersuchten Farmen seien aber alle BC-zertifiziert. In Brasilien, wo der Anbauverband ABRAPA das Siegel ABR vergebe, würden sich die Produzenten quasi selbst auszeichnen. Zudem seien die Standards von BC aber auch nicht ausreichend und würden nicht überprüfen, ob sich Unternehmen an lokale Gesetze zum Umwelt- und Landrechtsschutz halte. Earthsight warf BC daher Greenwashing vor bezeichnete das Zertifizierungssystem als „zutiefst fehlerhaft“. Die Handelsketten Inditex und H&M räumten daraufhin ihr Versagen ein.